# Université Mardin Artuklu
L'Université Mardin Artuklu (MAU) créée en 2007, située à Mardin, en Turquie, dispense des enseignements en lettres, architecture, théologie, arts, économie, administration et sciences,.
Fréquentée par 8 000 étudiants, elle emploie 443 enseignants, encadrés par un personnel administratif de 281 personnes.
En 2009, l'université est autorisée par le Conseil de l'enseignement supérieur à ouvrir un département de langue kurde, langue souvent interdite pendant de longues périodes en Turquie,. En 2014, environ 900 étudiants ont obtenu leur diplôme du département de langue kurde.
L'université dispose également d'un professeur de langue zaza depuis 2020. Elle dispense aussi un enseignement d'araméen : syriaque classique et surayt moderne.